# Ann Cotten

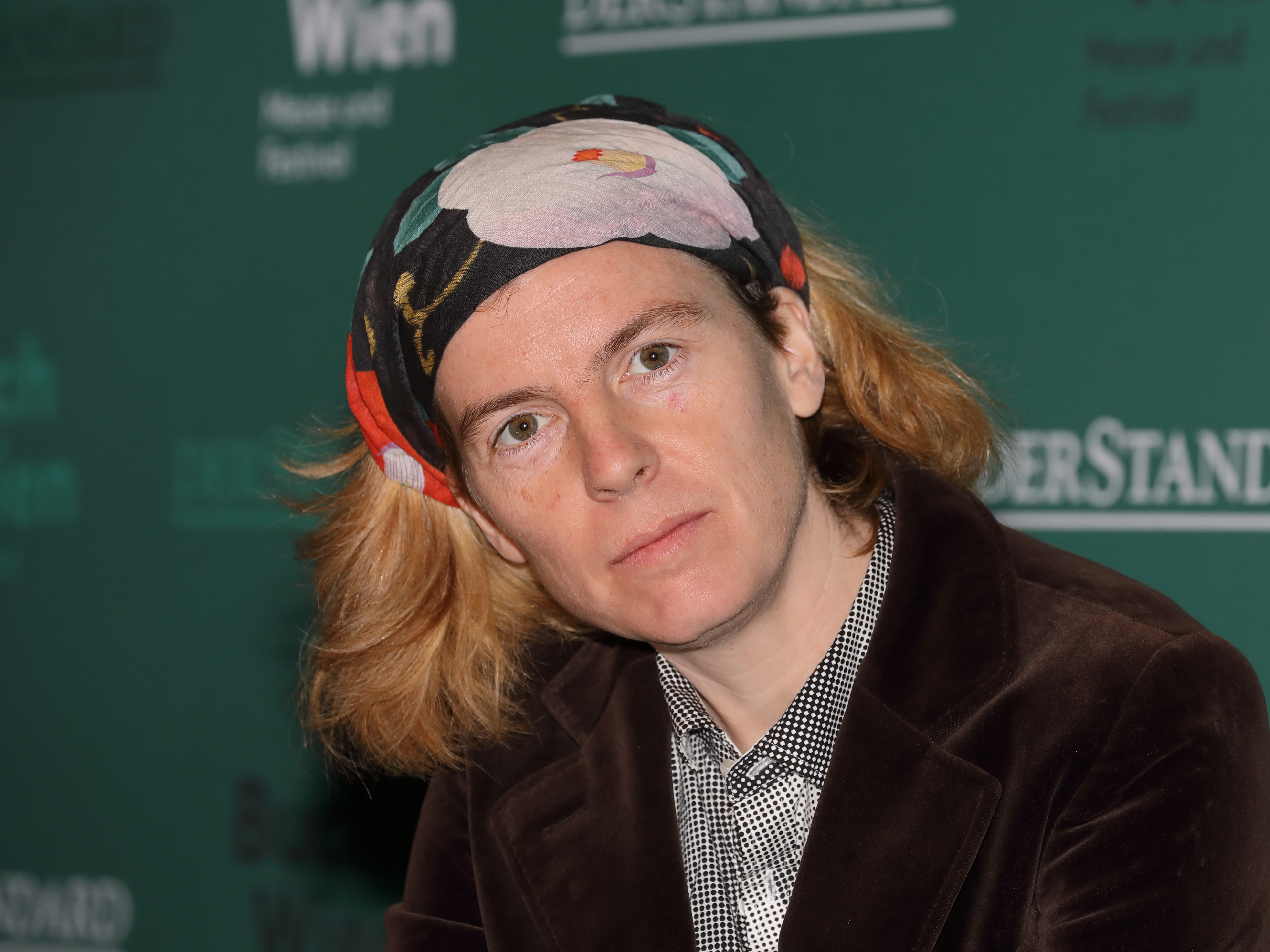
Ann Cotten auf der Buch Wien 2024

Ann Cotten (* 3. März 1982 in Ames, Vereinigte Staaten) ist eine US-amerikanische deutschsprachige Schriftstellerin und Übersetzerin.

## Leben und Werk
Cotten wurde in Ames, einer Universitätsstadt in Iowa, geboren und kam im Alter von fünf Jahren mit ihrer Familie nach Wien.
Nach ihrer Matura studierte sie Deutsche Philologie an der Universität Wien. Das Studium schloss sie 2006 mit einer Arbeit bei Wendelin Schmidt-Dengler über die Konkrete Poesie ab. Ein Jahr später erschien die Arbeit, ergänzt um ein Vorwort von Schmidt-Dengler, beim Wiener Verlagshaus Klever als Buch.
Bereits als Studentin trat Cotten bei Poetry Slams auf und veröffentlichte erste Gedichte sowie Prosatexte in Literaturzeitschriften und Anthologien. Darüber hinaus schrieb sie Rezensionen, so für die Popzeitschrift The Gap, bevor 2007 ihr erster Gedichtband Fremdwörterbuchsonette bei Suhrkamp veröffentlicht wurde. Auch als Literaturtheoretikerin trat Cotten hervor, zum Beispiel auf LyrikKritik.de; sie war Mitglied im Forum der 13. Besonders charakteristisch für ihre Poesie sind spielerische Sprachexperimente. Dabei berühren ihre Texte Themen wie Philosophie, Sprache als System oder künstliche Intelligenz. Gelegentlich erscheinen literarische und literaturjournalistische Beiträge von ihr in einigen Tageszeitungen, wie junge Welt und taz. Cotten fertigt überdies auch Übersetzungen an.

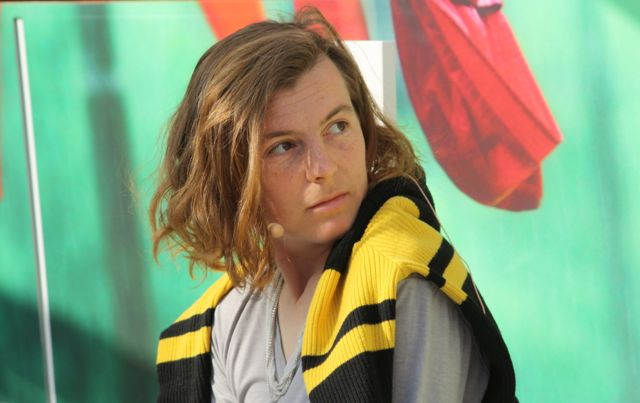
Ann Cotten auf der Leipziger Buchmesse 2014

Ihr Erzählungsband Der schaudernde Fächer (2013) sei „ein Schlag ins Gesicht all derer, die finden, man müsse Literatur auch verstehen können“, urteilte der Literaturkritiker Ijoma Mangold. Ihn würden Cottens Erzählungen an Friedrich Schlegels Lucinde erinnern. Die Autorin selbst gab später an, dass sie, ohne es zu wissen, vom japanischen Genre der 私小説 (Watakushi-Shôsetsu), von dem sie einiges in englischer Übersetzung konsumiert hatte, zu einer radikal transparenten autobiografischen Prosaform inspiriert worden sei. Der österreichische Kulturjournalist Paul Jandl nannte Cotten „die klügste und schwierigste Dichterin in deutscher Sprache“.
2010 ist bei dem in Berlin-Neukölln ansässigen Verlag Broken Dimanche Press Cottens erstes Buch in Englisch erschienen.
Seit 2020 dissertiert sie am Peter-Szondi-Institut für Allgemeine und Vergleichende Literaturwissenschaft der Freien Universität Berlin. Von Oktober 2020 bis Juni 2021 war sie als Junior Fellow am Internationalen Forschungszentrum Kulturwissenschaften (IFK) in Wien tätig und arbeitete dort an ihrem Promotionsprojekt mit dem Dissertationstitel Vorarbeiten zu einer empirischen Ästhetik, die auch für Maschinen funktioniert: Ein Evaluationskit für die Recyclingfähigkeit existierender Theorien. Anschließend verbrachte sie zwischen 2021 und 2022 ein Recherchesemester an der University of Hawaiʻi at Mānoa im US-Bundesstaat Hawaii, wo, nach eigenen Aussagen, ihre Anleitungen der Vorfahren (2023) entstanden seien.
Seit 2023 gibt Cotten zusammen mit Gerd Sulzenbacher und Sandro Huber die beim Verlag Sonderzahl in Wien erscheinende Zeitschrift Triëdere – Zeitschrift für Theorie, Literatur und Kunst heraus.
Cotten lebt in Wien und Berlin.

## „Polnisches Gendering“
Cotten verwendet in ihren Texten eine experimentelle Form gegenderter Sprache, die sie „polnisches Gendering“ nennt. Bei diesem Verfahren kommen „alle für alle Geschlechter nötigen Buchstaben in beliebiger Reihenfolge ans Wortende“. Die Formulierung „polnisches Gendering“ wurde zunächst als Anspielung auf den Ausdruck „polnischer Abgang“ interpretiert, laut Cotten bezieht es sich jedoch auf die polnische Notation und soll zudem, auch in Hommage an den Berliner Club der polnischen Versager, Verdachte auf politische Korrektheit zerstreuen. 2019 verwendete sie das Verfahren in ihrem Roman Lyophilia und zunehmend auch in Gedichten. Auch die Lyrikerin Monika Rinck verwendet gelegentlich eine Variante des „polnischen Genderings“. Im Roman treten unter anderem „Greisennni“, „Teilnehmernnnie“, „eien Betrachterni“ und „Oberunterösterreichernnnie“ auf.
In ihrer 2020 erschienenen Übersetzung von Mary MacLanes Ich erwarte die Ankunft des Teufels verwendet Cotten das Verfahren vereinzelt; in der von mehreren Übersetzerinnen und Übersetzern besorgten Übertragung von Legacy Russells Glitch Feminism kommt es neben Entgendern nach Phettberg und anderen Formen vor. Der Literaturkritiker Magnus Klaue kritisierte das Verfahren in seiner Kolumne Lahme Literaten. Auch in schriftlichen Interviews verwendet Cotten Formen des „polnischen Genderings“. Der Historiker Valentin Groebner verwendet es in seinem Buch Retroland (2018).

## Bücher
- Fremdwörterbuchsonette. Suhrkamp Verlag, Frankfurt/M. 2007, ISBN 978-3-518-12497-0.
- Nach der Welt. Die Listen der konkreten Poesie und ihre Folgen. (mit einem Vorwort von Wendelin Schmidt-Dengler), Klever Verlag, Wien 2008, ISBN 978-3-902665-01-0.
- Glossarattrappen. AusnahmeVerlag, Hamburg 2008, ISBN 978-3-940992-09-3.
- Das Pferd. SuKuLTuR Verlag, Berlin 2009 (= Schöner Lesen Nr. 84), ISBN 978-3-941592-03-2.
- Florida-Räume. Suhrkamp, Frankfurt/M. 2010, ISBN 978-3-518-42132-1.
- Pflock in der Landschaft, Schock Edition (1), EdK/Distillery, Berlin 2011, ISBN 978-3-941330-28-3.
- mit Daniel Falb, Hendrik Jackson, Steffen Popp und Monika Rinck: Helm aus Phlox. Zur Theorie des schlechtesten Werkzeugs. Merve Verlag, Berlin 2011, ISBN 978-3-88396-292-4.
- Hauptwerk. Softsoftporn. Peter Engstler, Ostheim vor der Rhön 2013. ISBN 978-3-941126-49-7.
- Der schaudernde Fächer. Erzählungen. Suhrkamp Verlag, Berlin 2013, ISBN 978-3-518-42389-9.
- Verbannt! Versepos, mit Illustrationen der Autorin. Suhrkamp Verlag, Berlin 2016, ISBN 978-3-518-07143-4.
- Jikiketsugaki. Tsurezuregusa. Verlag Peter Engstler, Ostheim vor der Rhön 2016, ISBN 978-3-941126-91-6
- Fast Dumm, Essays von on the road. Starfruit Publications, Fürth 2017, ISBN 978-3-922895-32-9.
- Was geht. Salzburger Stefan Zweig Poetikvorlesung, Bad 5. Sonderzahl, Wien 2018, ISBN 978-3-85449-498-0.
- Lyophilia, Suhrkamp Verlag, Berlin 2019, ISBN 978-3-518-42869-6.
- mit Autorenkollektiv: Picturing Austrian Cinema. 99 Filme / 100 Kommentare, Spector Books OHG, 10/2022, ISBN 978-3-95905-565-9.
- Die Anleitungen der Vorfahren, Suhrkamp Verlag, Berlin 2023, ISBN 978-3-518-02981-7.

### Bücher in englischer Sprache
- mit Kerstin Cmelka: I, Coleoptile. Broken Dimanche Press, Berlin/Oslo/Dublin 2010, ISBN 978-3-00-032627-1.
- Lather in Heaven! Broken Dimanche Press, Berlin/Oslo/Dublin 2016, ISBN 978-3-943196-40-5.

### Übersetzungen aus dem Englischen
- Isabel Waidner: Geile Deko, Merve Verlag, 2019, ISBN 978-3-96273-021-5.
- Mary MacLane: Ich erwarte die Ankunft des Teufels, (mit einem Vorwort von Ann Cotten und einem Nachwort von Juliane Liebert), Reclam Verlag, 2020, ISBN 978-3-15-020647-8.
- Rosmarie Waldrop: Pippins Tochters Taschentuch, Suhrkamp, Berlin 04/2021, ISBN 978-3-518-22518-9.
- mit Übersetzerkollektiv: Legacy Russell: Glitch Feminismus, Merve, 08/2021, ISBN 978-3-96273-044-4.
- Rosmarie Waldrop: Das Proben der Symptome, (deutsch und englisch), roughbooks, Verlag Urs Engeler, 2021, ISBN 978-3-906050-68-3.
- Adam Green: Krieg und Paradies. Starfruit Publications, Nürnberg 2021, ISBN 978-3-922895-41-1.
- Isabel Waidner: Vielleicht ging es immer darum, dass wir Feuer spucken. 1. Auflage. DuMont Buchverlag, Köln 2024, ISBN 978-3-8321-6837-7.

### Übersetzungen aus dem Deutschen
Volker Braun: Luf-Passion: Ein Gedichtzyklus – zweisprachige Ausgabe (Deutsch/Englisch), Faber & Faber, 2022, ISBN 978-3-86730-234-0.

## Auszeichnungen
- 2007: Reinhard-Priessnitz-Preis
- 2008: George-Saiko-Reisestipendium
- 2008: Clemens-Brentano-Preis
- 2012: Förderpreis des Hermann-Hesse-Literaturpreises
- 2014: Adelbert-von-Chamisso-Preis
- 2014: Wilhelm-Lehmann-Preis
- 2015: Förderpreis des Ernst-Bloch-Preises
- 2015: Klopstock-Preis
- 2017: Hugo-Ball-Preis
- 2017: Aufnahme in die Berliner Akademie der Künste[19]
- 2018: Stipendium in der Villa Aurora[20]
- 2020: Internationaler Literaturpreis – Haus der Kulturen der Welt, zusammen mit der Autorin Isabel Waidner, für die Übersetzung Geile Deko
- 2021: Gert-Jonke-Preis[21]
- 2024: Christine Lavant Preis

### Porträts
- Ruben Donsbach: Porträt Ann Cotten in Die Zeit, 27. Februar 2008
- Ina Hartwig: Porträt Ann Cotten, aus Frankfurter Rundschau, 17. August 2007, (englisch), auf signandsight.com